# Enrique Medina
Pour les articles homonymes, voir Medina.
Enrique Medina, né le 26 décembre 1937 à Buenos Aires, en Argentine, est un écrivain et journaliste argentin, auteur de roman policier.

## Biographie
Après une enfance difficile qu'il passe en partie dans une maison de correction, il étudie l'art plastique à l'école des Beaux-Arts de Buenos Aires. 
Il se consacre à l'écriture en commençant pas des scénarios de spectacle de marionnettes. En 1972, il publie son premier roman, Les Tombes (Las tumbas) qui est, selon Claude Mesplède, un « ouvrage terrifiant en majeure partie inspiré par sa douloureuse expérience d'enfants en maison de correction ». En 1976, il écrit El Duke (El Duke), « chronique de l'ignominie, l'ouvrage a été écrit en pleine dictature militaire, à qui il renvoie comme un miroir l'image de ses propres abjections ». Pour Claude Mesplède, « livre après livre, avec une écriture sobre mais percutante, Medina n'en finit pas de tisser la chronique des laissés pour compte de la société argentine ».
Il est également journaliste pour le quotidien Página/12.

## Œuvre

### Romans
- Las tumbas (1972) Publié en français sous le titre Les Tombes, Nantes, L'Atalante, coll. « Insomniaques et ferroviaires » (1994)  (ISBN 2-905158-86-7)
- Sólo ángeles (1973)
- Transparente (1974) Publié en français sous le titre Transparente, Montréal, Éditions L'Harmattan, coll. « L'Autre Amérique » (2000)  (ISBN 2-7384-8819-6)
- Strip-tease (1976)
- El Duke (1976)  Publié en français sous le titre El Duke, Nantes, L'Atalante, coll. « Insomniaques et ferroviaires » (1997)  (ISBN 2-84172-047-0)
- Perros de la noche (1978) Publié en français sous le titre Les Chiens de la nuit, Nantes, L'Atalante, coll. « Insomniaques et ferroviaires » (1996)  (ISBN 2-84172-025-X)
- Las muecas del miedo (1981)
- Con el trapo en la boca (1983)
- Año nuevo en Nueva York (1986)
- Buscando a Madonna (1987)
- El secreto (1989)
- Gatica (1991)
- El escritor, el amor y la muerte (1999)
- La espera infinita (2001)
- El último argentino (2011)

### Contes
- Las hienas (1975)
- Los asesinos (1984)
- Desde un mundo civilizado (1987)
- Aventuras prohibidas (1988)
- El hombre del corazón caído (1990)
- Es usted muy femenina (1992)
- Deuda de honor (1992)

### Essai
- Colisiones (1984)

### Théâtre
- Pelusa rumbo al sol (1976)

## Filmographie

### Adaptations
- 1986 : Perros de la noche, film argentin réalisé par Teo Kofman, adaptation du roman éponyme, avec Emilio Bardi
- 1991 : Las tumbas, film argentino-espagnol réalisé par Javier Torre, adaptation du roman éponyme, avec Norma Aleandro et Federico Luppi